# Бернзен
Бернзен (нім. Börnsen) — громада в Німеччині, розташована в землі Шлезвіг-Гольштейн. Входить до складу району Герцогство Лауенбург. Складова частина об'єднання громад Гое-Ельбгест.
Площа — 8,42 км2. Населення становить 4831 ос. (станом на 31 грудня 2020).

## Галерея

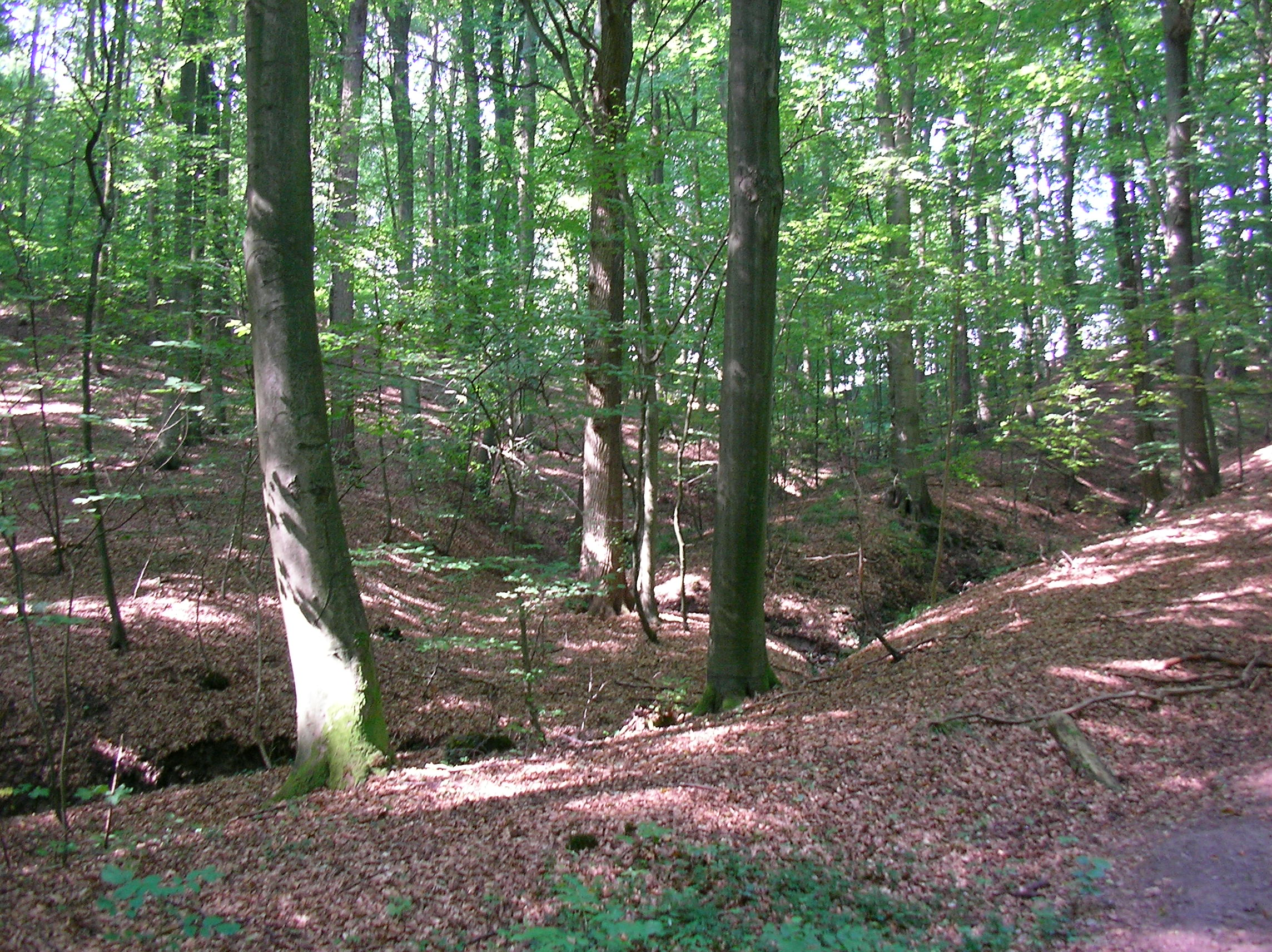